# Salmi 152-155
I Salmi 152-155 sono salmi supplementari riportati dalla Peshitta, traduzione in lingua siriaca della Bibbia, da alcuni manoscritti greci dei Settanta e presenti in alcuni rotoli dei manoscritti di Qumran.
Sono riconosciuti canonici solamente dalla Chiesa siriaca, mentre per le altre confessioni cristiane rappresentano apocrifi dell'Antico Testamento.
Insieme al salmo 151 sono anche chiamati i cinque salmi apocrifi di Davide.
Possono essere intitolati così:
- La preghiera di Ezechia quando lo circondarono i nemici;
- Quando gli ebrei hanno ottenuto il permesso da Ciro di tornare a casa;
- Scritto da Davide quando stava combattendo con il leone e con il lupo che avevano preso una pecora dal suo gregge;
- Scritto da Davide quando ringrazia Dio per aver ucciso il leone ed il lupo.

## Salmo 152
Questo Salmo è sopravvissuto nei manoscritti biblici siriaci ed anche è stato trovato in ebraico, nel rotolo 11QPs(a)154 (noto anche come 11Q5 - Il Grande Rotolo dei Salmi), un manoscritto del I secolo a.C..

Il tema principale è la richiesta di "unirsi a voi stessi per il bene e per il perfetto, per glorificare l'Altissimo". C'è anche un pizzico di pasti comuni, tipici della esseni: "E nella loro mangiare deve essere soddisfacente in verità, e nella loro bere, quando condividono insieme".

### Testo tradotto in italiano
La preghiera di Ezechia quando lo circondarono i nemici
Ad alta voce glorifica Dio; nell'assemblea di molti proclamate la Sua gloria.
In mezzo alla moltitudine dei giusti glorifica la Sua lode; e parla della Sua gloria con i giusti.
Unisciti al bene e al perfetto, per glorificare l'Altissimo.
Radunati per far conoscere la Sua forza; e non essere lento nel mostrare la Sua liberazione, la Sua forza e la Sua gloria a tutti i bambini.
Per conoscere l'onore del Signore, è stata data la saggezza; e per raccontare le Sue opere è stato reso noto agli uomini:
far conoscere ai bambini la Sua forza, e farle mancare di comprensione per comprendere la Sua gloria;
che sono lontani dalle Sue entrate e distanti dalle Sue porte:
perché il Signore di Giacobbe è esaltato, e la Sua gloria è su tutte le Sue opere.
E un uomo che glorifica l'Altissimo, in lui prenderà piacere; come in chi offre un buon pasto, e come in chi offre capre e vitelli;
e come in uno che ingrassa l'altare con una moltitudine di olocausti; e come l'odore di incenso dalle mani dei giusti.
Dalle tue rette porte si udirà la sua voce, e dalla voce del retto ammonimento.
E nel mangiare devono essere soddisfacenti nella verità, e nel bere, quando condividono insieme.
La loro dimora è nella legge dell'Altissimo e il loro discorso è di far conoscere la sua forza.
Quanto lontano dai malvagi è il Suo parlare, e da tutti i trasgressori conoscerlo!
Ecco, l'occhio del Signore abbi pietà del buono, e per quelli che Lo glorificheranno moltiplicherà la misericordia, e dal tempo del male Lui libererà la loro anima.
Benedetto sia il Signore, che ha liberato il misero dalla mano del malvagio; che solleva un corno da Giacobbe e un giudice delle nazioni da Israele;
affinché prolungasse la sua dimora in Sion, e potesse adornare la nostra epoca a Gerusalemme.

## Salmo 153
Questo salmo è esistente in siriaco ed è stato trovato anche nel Mar Morto Scroll 11QPs(a)155 (chiamato anche 11Q5), un manoscritto del I secolo a.C..
Il tema di questo Salmo è simile al Salmo 22, e per la mancanza di peculiarità non è possibile suggerire la data e l'origine, salvo che la sua origine è chiaramente pre-cristiana.

### Testo tradotto in italiano
Quando gli ebrei hanno ottenuto il permesso da Ciro di tornare a casa
O Signore, Ti ho gridato; ascoltami.
Ho alzato le mani verso la Tua santa dimora; inclina il Tuo orecchio a me.
E concedimi la mia richiesta; la mia preghiera non mi trattenere.
Costruisci la mia anima, e non distruggerla; e non metterlo a nudo davanti ai malvagi.
Coloro che ricompensano le cose malvagie Ti allontanano da me, o giudice della verità.
O Signore, non giudicarmi secondo i miei peccati, perché nessuna carne è innocente davanti a Te.
Rendimi chiaro, o Signore, la tua legge e insegnami i tuoi giudizi;
e molti ascolteranno delle tue opere e le nazioni loderanno il tuo onore.
Ricordati di me e non dimenticarti di me; e non guidarmi in cose troppo difficili per me.
I peccati della mia giovinezza fanno sì che tu passi da me, e il mio castigo non permetta loro di ricordare contro di me.
Purificami, o Signore, dalla malvagità e non lasciarla più venire da me.
Inaridisci le sue radici in me, e non lasciare che le sue foglie spuntino dentro di me.
Grande sei tu, o Signore; pertanto la mia richiesta sarà soddisfatta al Tuo cospetto.
A chi dovrei lamentarmi che lui possa darmi? E cosa mi può aggiungere la forza degli uomini?
Davanti a te, o Signore, è la mia fiducia; Ho gridato al Signore e mi ha ascoltato e ha guarito il mio cuore spezzato.
Mi sono addormentato e ho dormito; Ho sognato e sono stato aiutato, e il Signore mi ha sostenuto.
Mi dolevano gravemente il cuore; tornerò grazie al perché il Signore mi ha liberato.
Ora mi rallegrerò della loro vergogna; Ho sperato in te e non mi vergognerò.
Renditi onore per sempre, nei secoli dei secoli.
Libera Israele, i tuoi eletti, e quelli della casa di Giacobbe il Tuo dimostrato.

## Salmo 154
Questo testo è sopravvissuto solo in siriaco, anche se la lingua originale può essere l'ebraico.
Il tono è non-rabbinico ed è probabilmente composto in Israele durante il periodo ellenistico (c. 323-31 a.C.).

### Testo tradotto in italiano
Scritto da Davide quando stava combattendo con il leone e con il lupo che avevano preso una pecora dal suo gregge
O Dio, o Dio, vieni in mio aiuto; aiutami e salvami; libera la mia anima dall'omicida.
Devo scendere nello Sheol dalla bocca del leone? o il lupo mi confonderà?
Non era abbastanza per loro che aspettassero il gregge di mio padre e dividessero a pezzi una pecora di mio padre, ma desideravano anche distruggere la mia anima?
Abbi pietà, o Signore, e salva il Tuo santo dalla distruzione; affinché possa provare le Tue glorie in tutti i suoi tempi, e lodare il Tuo grande nome:
quando lo hai liberato dalle mani del leone distruttore e del lupo coraggioso, e quando hai salvato la mia prigionia dalle mani di le bestie selvatiche.
Presto, o mio Signore, manda da Te davanti un liberatore, e tirami fuori dalla fossa spalancata, che mi imprigiona nelle sue profondità.

## Salmo 155
Questo testo è sopravvissuto solo in siriaco, anche se la lingua originale può essere l'ebraico.
Data e provenienza sono quelle del salmo precedente: il tono è non-rabbinico ed è probabilmente composto in Israele durante il periodo ellenistico (c. 323-31 a.C.).

### Testo tradotto in italiano
Scritto da Davide quando ringrazia Dio per aver ucciso il leone ed il lupo.
Lodate il Signore, tutte voi nazioni; glorificalo e benedici il Suo nome:
Che salvò l'anima del Suo eletto dalle mani della morte e liberò il Suo santo dalla distruzione:
e mi salvò dalle reti dello Sheol, e la mia anima dalla fossa non si può immaginare.
Perché, prima che la mia liberazione potesse andare avanti davanti a Lui, ero quasi diviso in due pezzi da due bestie selvagge.
Ma ha mandato il suo angelo, mi ha chiuso le bocche spalancate e ha salvato la mia vita dalla distruzione.
La mia anima Lo glorificherà e Lo esalterà, a causa di tutte le Sue benignità che ha fatto e che mi farà.